# Hutuna aurantialis
Hutuna aurantialis är en fjärilsart som beskrevs av George Francis Hampson 1917. Hutuna aurantialis ingår i släktet Hutuna och familjen Crambidae. Inga underarter finns listade i Catalogue of Life.